# Hadena herkia
Hadena herkia là một loài bướm đêm trong họ Noctuidae.